# Општина Матасару (Дамбовица)
Матасару (рум. Mătăsaru) општина је у Румунији у округу Дамбовица.
Oпштина се налази на надморској висини од 163 m.